# Thomisus dartevellei
Thomisus dartevellei là một loài nhện trong họ Thomisidae.
Loài này thuộc chi Thomisus. Thomisus dartevellei được miêu tả năm 1957 bởi Comellini.